# Ricardo Puno jr.
Ricardo "Dong" V. Puno jr. (Manilla, 20 januari 1946 – 15 februari 2022) was een Filipijns jurist, televisiepresentator en columnist. Hij was werkzaam in het hogere management van Philippine Airlines en ABS-CBN Corporation en werd bekend als presentator van diverse nieuws- en actualiteitenprogramma's, waaronder de programma's Dong Puno Live en Viewpoint. Daarnaast schreef hij jarenlang een column onder de naam Viewpoint en was Puno van 2000 tot 2001 als Minister voor Pers lid van het kabinet van Joseph Estrada. Puno was verder nog actief als docent en professor in de rechten en is advocaat en senior-partner van Puno & Puno Law Offices.

## Biografie

### Vroege levensloop en carrière
Ricardo Puno jr. werd geboren op 20 januari 1946 in de Filipijnse hoofdstad Manilla. Hij komt uit een gezin van 12 kinderen. Zijn ouders waren voormalig minister van justitie, rechter en parlementslid Ricardo C. Puno en Priscilla Villanueva. Na het voltooien van zijn middelbareschoolopleiding behaalde Puno in 1965 cum laude zijn Bachelor of Arts-diploma aan de Ateneo de Manila University. In zijn afstudeerjaar werd hij onderscheiden als "Beste Student van de Filipijnen van 1965". In 1969 voltooide aan dezelfde onderwijsinstelling als salutatorian een bachelor-opleiding rechten. Aansluitend vervolgde Puno zijn studie in de Verenigde Staten waar hij in 1971 een master-diploma behaalde. Gedurende zijn studie in VS slaagde hij in 1970 voor het toelatingsexamen (bar exam) van de Filipijnse balie.
In het begin van zijn carrière gaf Puno enkele jaren les. Zo doceerde hij al tijdens zijn studie van 1965 tot 1967 Filipijnse geschiedenis en overheid aan de Philippine Women’s University. Verder doceerde hij Filosofie aan het Maryknoll College van 1966 tot 1969 en geschiedenis en westerse civilisatie aan de Ateneo de Manila University. Na zijn studie was Puno van 1974 tot 1976 was professor rechten aan zijn alma mater, het Ateneo de Manila. Daarnaast werkte vanaf 1974 drie jaar als advocaat-partner bij Agrava Velarde Lucero & Puno Law Offices. Later werd hij actief in het in 1984 door zijn vader opgerichte advocatenkantoor Puno & Puno Law Offices, waar hij uiteindelijk sensor-partner werd.
Vanaf 1978 tot en met 1990 was Puno werkzaam voor Philippine Airlines. Hij begon er zijn carrière als directeur personeelszaken en jurist op het hoofdkwartier van Philippine Airlines (PAL) in de Amerikaanse stad San Francisco tussen januari 1977 en november 1978. Aansluitend was Puno tot 1983 vicepresident, adviseur en Corporate Secretary van PAL. Tevens was hij van 1979 tot 1980 lid van het Philippine Panel for International Air Negotiations. Nadien was hij tot mei 1986 juridisch assistent van de president en Corporate Secretary  en van juni 1986 tot december 1990 opnieuw vicepresident, adviseur en Corporate Secretary.

### Carrière in de media
In zijn periode bij Philippine Airlines begon Puno aan zijn carrière van Filipijnse. Zo was hij van augustus 1984 tot september 1994 presentator van een weekelijkse actualeitenprogramma Viewpoint  op GMA Channel 7. Bovendien presenteerde Puno op dezelfde zender van mei 1991 tot september 1993 Business Today en was hij van 1986 tot 1987 met Tina Monzon-Palma presentator van GMA Headline News. Daarnaast schreef hij tussen juli 1986 en september 1989 columns voor de Manila Bulletin. Van april 1990 tot april 2000 schreef hij de column "Viewpoint" in de Philippine Daily Inquirer. Ook was hij van november 1989 tot januari 1990 presentator van Focus, een dagelijks actualiteitenprogramma op RPN Channel 9 en was hij van juni 1991 tot juli 1992 presentator en commentator op Radio Veritas. van februari 1992 tot en met september 1994 presenteerde hij Action Nine, een actualiteitprogramma op door-de-weekse dagen op RPN Channel 9.
Van oktober 1994 tot en met 14 april 2000 was Puno vicepresident van ABS-CBN Corporation. Tevens was hij van juni 1998 tot 14 april 2000 vicepresident van Sarimanok News Network. Daarnaast presenteerde hij van maart 1995 tot begin april 2000 zijn eigen wekelijkse actualiteitenprogramma Dong Puno Live en was hij begin 2000 enkele maanden medepresentator van Pulso! Aksyon Balita!, een dagelijks actualiteitenprogramma. Verder presenteerde Puno van november 1998 tot maart 2000 op RPN Channel 9 elke zondag het actualiteitenprogramma Points of View. 

### Politieke aspiraties
Op 15 april 2000 werd Puno benoemd tot Press Secretary in het kabinet van president Joseph Estrada. Deze functie bekleedde hij tot 20 januari 2001. In juni van dat jaar Puno mee aan de verkiezingen voor de Filipijnse Senaat. Hij slaagde er niet in om een zetel te bemachtigen. Kort na de verkiezen begon hij wel weer met het schrijven van zijn column "Viewpoint". Deze verscheen van augustus 2001 tot eind december 2002 in The Manila Times. Ook keerde hij na enige tijd terug bij ABS-CBN Corporation. Zo presenteerde hij vanaf eind januari 2003 een half jaar lang het zondagse actualiteitenprogramma Dong Puno Tonight en was hij van augustus 2003 tot juni 2005 opnieuw presentator van Dong Puno Live.  Van juni 2005 tot juni 2006 was hij op elke door-de-weekse dag presentator van het nieuwsprogramma Insider. Ook was hij van maart 2004 tot juli 2004 opnieuw vicepresident van ABS-CBN.
Bij de verkiezingen van 2007 deed Puno mee aan de verkiezingen voor het Filipijnse Huis van Afgevaardigden. Hij verloor hij de strijd om de zetel als afgevaardigde van Muntinlupa echter van Ruffy Biazon. Drie jaar later deed hij weer een poging. Ditmaal verloor Puno van Biazon's vader Rodolfo Biazon. In 2011 ging hij aan de slag voor AksyonTV, waar hij in zijn wekelijkse programma De Kalibre politiek commentaar gaf.
Puno is getrouwd met Clodelsa del Castillo en kreeg met haar twee zonen.

## Onderscheidingen
Voor zijn werk als presentator won Puno diverse prijzen. Zo werd hij in 1985 onderscheiden met een TOYM (Ten Outstanding Young Men) Award. Zijn programma Viewpoint won in 1984, 1985 en in 1986 de Catholic Mass Media Award in de categorie Public Affairs, waarna het werd opgenomen in de Hall of Fame. In 1993 won hij nog een Catholic Mass Media Award voor Viewpoint als Beste Talkshow. Zijn programma Dong Puno Live won in 1997 en 1998 een Star Award in de categorie Beste Actualiteitenprogramma. Zelf won hij in vijf maal de Star Award voor Beste presentator van een actualiteitenprogramma (1987, 1989, 1996, 1997 en 1998)